# Vladimir de Pachmann
Vladimir de Pachmann, né le 27 juillet 1848 à Odessa (Empire russe) et décédé le 6 janvier 1933 à Rome, est un pianiste russe d'origine allemande. Il n'a laissé que quelques enregistrements mais il était, à l'époque, très réputé pour sa poésie au piano, tout particulièrement dans Chopin. Il a marqué les esprits du fait de son comportement tout à fait excentrique sur scène. « Il embrassait par exemple sa main droite après un trait réussi en s'exclamant : Bravo Pachmann! »

## Biographie
Vladimir de Pachmann reçoit ses premières leçons de piano de son père, professeur à l'université d'Odessa, dans l'Empire russe, et violoniste amateur, et complète sa formation au Conservatoire de Vienne, où il remporte une médaille d'or dans la classe de Joseph Dachs (1866-1868), élève de Tausig et du théoricien du piano, Czerny pour le piano et dans celle d'Anton Bruckner pour la formation théorique. Sa première apparition sur scène date de 1869, à Odessa. Cependant, non satisfait de ses performances, il se retire pour huit ans d’études, après lesquelles il va jouer notamment à Leipzig et Berlin. À nouveau, il se retire pendant deux ans, après lesquelles il relance sa carrière, qui l’emmènera dans les principales villes d’Europe et d’Amérique. Eminent pianiste, il triomphe dans ses tournées aux États-Unis et en Europe où « il fait sensation autant par ses apartés dont il accompagne de plus en plus fréquemment avec l'âge son jeu, que par la virtuosité et le toucher infiniment nuancé qu'il prodigue dans ses interprétations de Chopin ».
Certains de ses enregistrements ont été conservés, dont le premier date de 1907.
En début de carrière, il provoqua l'admiration de Liszt qui affirma un soir de concert : « Ceux qui n'ont jamais entendu jouer Chopin, vont l'entendre ce soir ». Ce que ses contemporains semblent avoir retenu de lui, outre sa formidable qualité pianistique, est sa manière de se tenir sur scène. En effet, ponctuant ses interprétations de maintes coupures, il n'hésitait pas à s'adresser à son auditoire, dédiant ses interprétations à certains membres, multiplier les gestes expressifs ou encore murmurer durant les morceaux. C'est ainsi que George Bernard Shaw souligna : « Il a construit sa renommée grâce à des spectacles de pantomime, avec accompagnements de Chopin.» Pachmann, s'il était réputé dans Chopin, joua aussi abondamment la musique de son ami Liszt, qu'il était un des seuls à défendre aussi ardemment, de Mendelssohn, Raff, Schumann, mais aussi les classiques : Haydn, Mozart ou Beethoven. Il s'intéressa à Bach et Scarlatti, mais, parmi les compositeurs de son temps, détesta Brahms, si bien qu'il déclara à un brillant interprète (Ernő Dohnányi) après un concert : « Vous jouez magnifiquement Brahms. Il ne le mérite pas d'être joué de cette façon. »
Il se mariera avec une de ses élèves (de 20 ans plus jeune que lui), l'Anglaise, née en Australie, Anna Louisa Margaret Oakey (en). Mais le couple divorcera par la suite.